# تپه گرکاگول
تپه گرکاگول مربوط به هزاره اول قبل از میلاد است و در شهرستان اشنویه، بخش مرکزی، دهستان دشت بیل، روستای گرکاگول واقع شده و این اثر در تاریخ ۲۸ شهریور ۱۳۸۶ با شمارهٔ ثبت ۱۹۶۲۲ به‌عنوان یکی از آثار ملی ایران به ثبت رسیده است.